# Bruno Bianchi (calciatore 1897)
Bruno Bianchi (Milano, 15 febbraio 1897 – ...) è stato un calciatore italiano, di ruolo difensore.

## Carriera
Dopo aver militato nel campionato ULIC milanese, passa all'Atalanta nella stagione 1919-1920, nella quale gioca 8 partite e segna un gol nel campionato di Prima Categoria, la massima serie dell'epoca. Viene riconfermato anche per la stagione successiva, nella quale disputa 6 partite senza segnare. Nel frattempo si alterna con Ottavio Moretti nel ruolo di capitano della squadra neroazzurra. Dopo la stagione 1922-1923, nella quale gioca altre 6 partite segnando 2 reti, lascia l'Atalanta per tornare a Milano.

## Palmarès

### Club

#### Competizioni nazionali
- Seconda Divisione: 1

Atalanta: 1922-1923